# Moll Davis
Mary Davis, detta Moll (1648 circa – 1708), è stata una cantante, attrice teatrale e cortigiana britannica, che divenne una delle amanti del re d'Inghilterra Carlo II.

## Biografia
Nacque attorno al 1648 presso Westminster e, come disse il famoso diarista Samuel Pepys, fu figlia illegittima del colonnello Howard, lord Barkeshire, probabilmente Thomas Howard, terzo conte di Berkshire.
Durante gli anni '60 del Seicento entrò a far parte della compagnia teatrale 'Duke's Theatre Company', diretta da sir William Davenant. In breve divenne un'apprezzata cantante e attrice anche se la moglie di sir Pepys non sempre la descrisse in termini benevoli.
Nel 1667 incontrò re Carlo II in un teatro. L'incontro con il sovrano fu la sua vera fortuna. A corte si diffuse subito la voce dell'estrema e sfrontata eccessività della donna sia nei costumi sia nel modo di vivere. Moll sfoggiava ogni giorno un anello regalatole dal sovrano corrispondente alla cifra di 1000 sterline.
Tra il 1668 e il 1669 Moll abbandonò il palcoscenico per dedicarsi alla vita di amante del sovrano, da cui ebbe la figlia Mary Tudor. I favori reali furono di breve durata: Carlo si stancò della donna e la sostituì con Nell Gwyn, concedendo però all'ex favorita una pensione annua di mille sterline.